# Detective Stryker
Detective Stryker (B.L. Stryker) è una serie televisiva statunitense in 12 episodi trasmessi per la prima volta nel corso di 2 stagioni dal 1989 al 1990.

## Trama
BL Stryker è un veterano della guerra del Vietnam ed ex poliziotto di New Orleans che si trasferisce a Palm Beach, in Florida, a lavorare come investigatore privato. Stryker vive in una casa galleggiante, guida una vecchia Cadillac e risolve omicidi tra personaggi ricchi e famosi.

## Personaggi
- B.L. Stryker (12 episodi, 1989-1990), interpretato da Burt Reynolds.
- Lynda Lennox (11 episodi, 1989-1990), interpretata da Dana Kaminski, aiuta Stryker nel suo ufficio ed è un'aspirante attrice.
- Oz Jackson (10 episodi, 1989-1990), interpretato da Ossie Davis, amico di Stryker ed ex pugile.
- ufficiale Cartrude (10 episodi, 1989-1990), interpretato da James C. Lewis.
- Oliver Wardell (6 episodi, 1989-1990), interpretato da	Alfie Wise, è il padrone della casa galleggiante ed è un esperto di computer.
- capitano della polizia di Palm Beach Matthew McGee (5 episodi, 1989-1990), interpretato da Michael O. Smith.
- ufficiale (5 episodi, 1989-1990), interpretato da David Wayne Campbell.
- Kimberly Baskin (4 episodi, 1989-1990), interpretato da Rita Moreno, ex moglie di Stryker.
- Evelyn (4 episodi, 1989), interpretata da Avery Sommers.
- Emil (3 episodi, 1989-1990), interpretato da Marc Macaulay.
- Ginna (3 episodi, 1989), interpretata da Marietta Haley.

## Produzione
La serie, ideata da Christopher Crowe, fu prodotta da Universal TV e girata a West Palm Beach in Florida.

### Registi
Tra i registi della serie sono accreditati:
- Burt Reynolds (3 episodi, 1989-1990)
- Stuart Margolin (episodi sconosciuti)
- Nick McLean (episodi sconosciuti)

## Distribuzione
La serie fu trasmessa negli Stati Uniti dal 1989 al 1990 sulla rete televisiva ABC. In Italia è stata trasmessa con il titolo Detective Stryker.
Alcune delle uscite internazionali sono state:
- negli Stati Uniti il 13 febbraio 1989 (B.L. Stryker)
- nel Regno Unito il 27 aprile 1991
- in Spagna (B.L. Stryker)
- in Francia (Un privé nommé Stryker)
- in Italia (Detective Stryker)

## Episodi
| Stagione         | Episodi | Prima TV USA |
| ---------------- | ------- | ------------ |
| Prima stagione   | 5       | 1989         |
| Seconda stagione | 7       | 1989-1990    |